# Gílio Felício

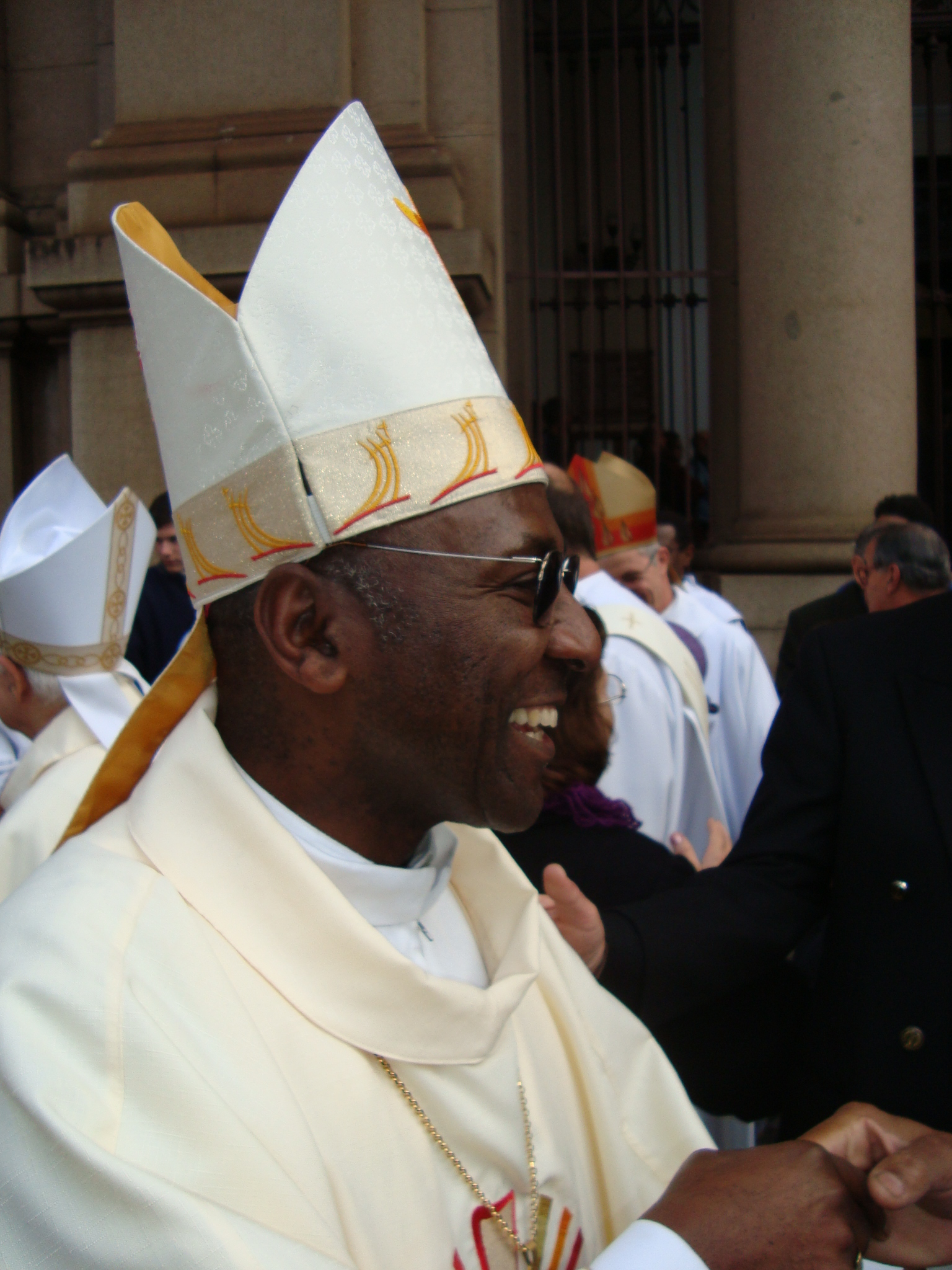
Gílio Felício

Gílio Felício (* 11. November 1949 in Sério, Bundesstaat Rio Grande do Sul, Brasilien) ist ein brasilianischer Geistlicher und emeritierter römisch-katholischer Bischof von Bagé.

## Leben
Gílio Felício empfing am 11. November 1979 die Priesterweihe für das Bistum Santa Cruz do Sul.
Papst Johannes Paul II. ernannte ihn am 21. Januar 1998 zum Weihbischof in São Salvador da Bahia und Titularbischof von Illiberi. Der Erzbischof von São Salvador da Bahia, Lucas Moreira Neves OP, spendete ihm am 3. Mai desselben Jahres die Bischofsweihe; Mitkonsekratoren waren Aloísio Sinésio Bohn, Bischof von Santa Cruz do Sul, und José Maria Pires, Alterzbischof von Paraíba. Als Wahlspruch wählte er EVANGELIZAR A TODOS.
Am 11. Dezember 2002 wurde er zum Bischof von Bagé ernannt und am 9. März des nächsten Jahres in das Amt eingeführt.
Papst Franziskus nahm am 6. Juni 2018 seinen vorzeitigen Rücktritt an.